# Неергор, Метте де
Ме́тте де Не́ергор (дат. Mette de Neergaard; род. 6 ноября 1991, Копенгаген) — датская кёрлингистка.
В составе женской сборной Дании участница зимних Олимпийских игр 2014 года (участвовала в качестве запасного; заняли шестое место). Заявлялась в составе женской сборной Дании на три чемпионата мира (провела 1 игру) и два чемпионата Европы (провела две игры). В составе смешанной парной сборной Дании участница чемпионата мира 2012 (6 побед, 4 поражения, заняли 9-е место). В составе юниорской женской сборной Дании участница чемпионата мира 2009 (заняли 9-е место) и Зимнего европейского юношеского Олимпийского фестиваля 2009 (бронзовые призёры). Трёхкратная чемпионка Дании среди женщин (2011—2013) в составе команды Лене Нильсен, Hvidovre CC, чемпионка Дании среди смешанных пар (2011/12, с Оливером Дюпоном), чемпионка Дании среди юниоров.

## Достижения
- Чемпионат Дании по кёрлингу среди женщин: золото (2011, 2012, 2013), серебро (2014).
- Чемпионат Дании по кёрлингу среди смешанных пар: золото (2012).
- Зимний европейский юношеский Олимпийский фестиваль: бронза в 2009 году в Бельско-Бяле (Польша).
- Чемпионат Дании по кёрлингу среди юниоров: золото (2009).

## Команды
| Сезон                                               | Четвёртый        | Третий           | Второй                  | Первый              | Запасной                                       | Турниры                                           |
| --------------------------------------------------- | ---------------- | ---------------- | ----------------------- | ------------------- | ---------------------------------------------- | ------------------------------------------------- |
| 2008—09                                             | Метте де Неергор | Стефани Нильсен  | Cecilie Hygom           | Jannie Gundry       | Isabella Glenstrøm тренер: Ch. Hidegand        | ЗЕЮОФ 2009                                        |
| 2008—09                                             | Метте де Неергор | Мари де Неергор  | Natasha Hinze Glenstrøm | Шарлотта Клемменсен | Кристин Свенсен (ЧМЮ) тренер: Ole de Neergaard | ЧДЮ 2009 · ЧМЮ 2009 (8 место)                     |
| 2010—11                                             | Лене Нильсен     | Хелле Симонсен   | Янне Эллегорд           | Мария Поульсен      | Метте де Неергор тренер: Лассе Лаурсен         | ЧДЖ 2011 · ЧМ 2011 (4 место)                      |
| 2011—12                                             | Лене Нильсен     | Хелле Симонсен   | Янне Эллегорд           | Мария Поульсен      | Метте де Неергор тренер: Лассе Лаурсен         | ЧЕ 2011 (4 место) · ЧДЖ 2012 · ЧМ 2012 (7 место)  |
| 2012—13                                             | Лене Нильсен     | Хелле Симонсен   | Янне Эллегорд           | Мария Поульсен      | Метте де Неергор тренер: Лассе Лаурсен         | ЧДЖ 2013 · ЧМ 2013 (8 место)                      |
| 2013—14                                             | Лене Нильсен     | Хелле Симонсен   | Янне Эллегорд           | Мария Поульсен      | Метте де Неергор тренер: Герт Ларсен           | ЧЕ 2013 (4 место) · ЧДЖ 2014 · ЗОИ 2014 (6 место) |
| 2017—18                                             | Ангелина Йенсен  | Камилла Йенсен   | Метте де Неергор        | Кристин Свенсен     | Ане Хансен                                     | [ 7 ]                                             |
| Кёрлинг среди смешанных пар (mixed doubles curling) |                  |                  |                         |                     |                                                |                                                   |
| 2011—12                                             | Оливер Дюпон     | Метте де Неергор |                         |                     |                                                | ЧДСП 2012 · ЧМСП 2012 (9 место)                   |

(скипы выделены полужирным шрифтом)